# L'Arc〜en〜Ciel LIVE 2014 at 国立競技場
『L'Arc〜en〜Ciel LIVE 2014 at 国立競技場』（ラルク・アン・シエル ライブ にせんじゅうよん アット こくりつきょうぎじょう）は、日本のロックバンド、L'Arc〜en〜Cielのコンサートおよび、それを収録したライブビデオ。

## コンサート

### 概要
「L'Arc〜en〜Ciel LIVE 2014 at 国立競技場」は、L'Arc〜en〜Cielが2014年3月21日・22日に国立霞ヶ丘競技場陸上競技場（国立競技場）で開催したライブ。
本公演は、2012年に開催したライブツアー「20th L'Anniversary WORLD TOUR 2012 THE FINAL」以来約1年10か月ぶりの国立霞ヶ丘競技場陸上競技場でのライブとなっている。また、本公演では前回の公演と異なり、スタンド全周を客席とし5万5000人を収容、フィールドは花道を排除し限界まで座席を敷き詰め2万5000人を収容している。これにより、スタンドとフィールドを合わせ8万人、両日で16万人の動員を記録。国立霞ヶ丘競技場陸上競技場は建て替えに伴い同年5月31日に閉場したため、本公演が記録した動員数は、ライブにおける（建て替え前の）同競技場の最多動員数となった。
ステージセットは、メインステージと円形のサブステージの2つが組まれている。また、本公演ではキャパシティの確保のため、フィールドに設置する照明装置を極力減らしている。照明装置の代替として、本公演では来場者に、ソニーエンジニアリングが開発したリストバンド型ライト「L'ed」が無料配布されている。また、このリストバンドを無線で操作することにより、客席に光の文字を描き出すといった、観客を交えた照明演出を今回取り入れている。このリストバンド型ライトを用いた演出について、hydeは「かなり実験だった」と公演後のインタビューで述べており、「あの段階だと光量が足りるかわからなかった。新しくなったLEDライトで光量が足りるかどうか、暗かった場合どうしようっていうことをずっと照明と打ち合わせしていた」「客席を360度にしたことで完璧に一人一人の照明とマッチした」と振り返っている。さらに、リストバンド型ライトの他に、「L'ポンチョ」（水色・白色の2種）が来場者に配られている。これを着用した来場者をスクリーンに見立て、会場に設置した100台以上のプロジェクターを用い、虹や大海原を泳ぐイルカを投影するプロジェクションマッピングがライブ演出として盛り込まれている。
セットリストには、未発表楽曲「EVERLASTING」に加え、12thアルバム『BUTTERFLY』の収録曲が多数組み込まれた。さらに、今回の公演では「Blame」が約18年ぶりに披露されている。
また、本公演の模様は、日本国内37館の映画館で生中継された他、イギリス、フランス、アメリカ、メキシコ、台湾、香港など海外20都市でもライブビューイングが実施されている。
そして、公式YouTubeアーティストチャンネルで2019年12月11日から7日連続で実施した企画「YouTube Seven days 2019」において、本公演で披露した「MY HEART DRAWS A DREAM」のライブ映像がプレミア公開されている。また、2022年1月11日には、同年に開局30周年を迎えたテレビ局、WOWOWとバンドのコラボレーション企画「WOWOW×L'Arc〜en〜Ciel 30th L'Anniversary Special Collaboration」の一環として、本公演の模様がWOWOWでダイジェスト放送されている。

### 演奏曲
| 演奏順 | 3月21日                | 3月22日                |
| ------ | ---------------------- | ---------------------- |
| 1      | get out from the shell | CHASE                  |
| 2      | SEVENTH HEAVEN         | SEVENTH HEAVEN         |
| 3      | REVELATION             | REVELATION             |
| 4      | GOOD LUCK MY WAY       | GOOD LUCK MY WAY       |
| 5      | BLESS                  | BLESS                  |
| 6      | HONEY                  | HONEY                  |
| 7      | winter fall            | winter fall            |
| 8      | New World              | NEXUS 4                |
| 9      | READY STEADY GO        | READY STEADY GO        |
| 10     | the Fourth Avenue Café | metropolis             |
| 11     | 未来世界               | 未来世界               |
| 12     | あなた                 | 花葬                   |
| 13     | MY HEART DRAWS A DREAM | MY HEART DRAWS A DREAM |
| 14     | CHASE                  | the Fourth Avenue Café |
| 15     | X X X                  | X X X                  |
| 16     | wild flower            | shade of season        |
| 17     | DRINK IT DOWN          | DRINK IT DOWN          |
| 18     | EVERLASTING            | EVERLASTING            |
| 19     | Blame                  | Blame                  |
| 20     | Caress of Venus        | Caress of Venus        |
| 21     | Driver's High          | Driver's High          |
| 22     | Link                   | Link                   |
| 23     | 虹                     | あなた                 |

### その他
- チケット料金は全席指定10,000円、ライブビューイングは全席指定5,000円